# Pedro Alcázar
Pedro Alcázar (* 29. August 1975 in Zapayal, Darién; † 24. Juni 2002 in Las Vegas) war ein panamaischer Profiboxer.
Alcázar begann seine Profikarriere 1995. Im Juni 2001 gewann er den Weltmeistertitel der WBO im  Superfliegengewicht gegen Adonis Rivas. Jedoch gehörte die WBO damals noch nicht zu den bedeutenden Verbänden. Diesen Titel konnte er zwei Mal verteidigen, bevor er am 22. Juni 2002 gegen Fernando Montiel verlor. Nachdem er in der sechsten Runde eine Reihe von Körpertreffern einstecken musste, brach der Ringrichter diesen Kampf schließlich ab. Bei der Nachuntersuchung waren keine Anzeichen eines Traumas feststellbar. Zwei Tage später brach er schließlich in seinem Hotelzimmer zusammen und wurde anschließend sofort ins Krankenhaus eingeliefert, doch die Ärzte konnten nichts mehr für ihn tun. Er starb noch am selben Tag an den Folgen einer Kopfverletzung, welche nach dem Kampf nicht erkannt wurde.